# Medibank International 2006 - Qualificazioni singolare femminile
Le qualificazioni del singolare femminile del Medibank International 2006 sono state un torneo di tennis preliminare per accedere alla fase finale della manifestazione. I vincitori dell'ultimo turno sono entrati di diritto nel tabellone principale. In caso di ritiro di uno o più giocatori aventi diritto a questi sono subentrati i lucky loser, ossia i giocatori che hanno perso nell'ultimo turno ma che avevano una classifica più alta rispetto agli altri partecipanti che avevano comunque perso nel turno finale.
Le qualificazioni del torneo Medibank International  2006 prevedevano 32 partecipanti di cui 4 sono entrati nel tabellone principale.

## Teste di serie
1. Assente
2. Vera Duševina (Qualificata)
3. Akiko Morigami (primo turno)
4. Li Na (Qualificata)

1. Assente
2. Sandra Klösel (primo turno)
3. Kaia Kanepi (secondo turno)
4. Zi Yan (Qualificata)
5. Virginia Ruano Pascual (ultimo turno)
6. Galina Voskoboeva (secondo turno)

## Qualificati
1. Juliana Fedak
2. Vera Duševina

1. Zi Yan
2. Li Na

## Tabellone

### Legenda
| - Q = Qualificato - WC = Wild card - LL = Lucky loser | - ALT = Alternate - SE = Special Exempt - PR = Protected Ranking | - w/o = Walkover - r = Ritirato - d = Squalificato |

### Sezione 1
|  | Primo turno      | Primo turno         | Primo turno      | Primo turno | Primo turno |  |  | Secondo turno | Secondo turno     | Secondo turno | Secondo turno | Secondo turno |   |   | Ultimo turno | Ultimo turno | Ultimo turno | Ultimo turno | Ultimo turno |  |
|  |                  |                     |                  |             |             |  |  |               |                   |               |               |               |   |   |              |              |              |              |              |  |
|  | 10               | Galina Voskoboeva   | 3                | 7           | 6           |  |  |               |                   |               |               |               |   |   |              |              |              |              |              |  |
|  |                  | Maria-Elena Camerin | 6                | 6           | 1           |  |  | 10            | Galina Voskoboeva | 6             | 4             | 4             |   |   |              |              |              |              |              |  |
|  | Ivana Lisjak     | Ivana Lisjak        | Ivana Lisjak     | 7           | 6           |  |  |               | Ivana Lisjak      | 3             | 6             | 6             |   |   |              |              |              |              |              |  |
|  | Kateřina Böhmová | Kateřina Böhmová    | Kateřina Böhmová | 5           | 1           |  |  |               |                   |               |               |               |   |   | Ivana Lisjak | Ivana Lisjak | Ivana Lisjak | 2            | 3            |  |
|  | Juliana Fedak    | Juliana Fedak       | Juliana Fedak    | 6           | 6           |  |  |               |                   | Juliana Fedak | Juliana Fedak | Juliana Fedak | 6 | 6 |              |              |              |              |              |  |
|  | Trudi Musgrave   | Trudi Musgrave      | Trudi Musgrave   | 2           | 3           |  |  | Juliana Fedak | Juliana Fedak     | Juliana Fedak | 6             | 6             |   |   |              |              |              |              |              |  |
|  |                  | Cindy Watson        | 3                | 6           | 6           |  |  | Cindy Watson  | Cindy Watson      | Cindy Watson  | 3             | 1             |   |   |              |              |              |              |              |  |
|  | 6                | Sandra Klösel       | 6                | 3           | 4           |  |  |               |                   |               |               |               |   |   |              |              |              |              |              |  |

### Sezione 2
|  | Primo turno         | Primo turno         | Primo turno         | Primo turno | Primo turno |  |  | Secondo turno | Secondo turno     | Secondo turno     | Secondo turno | Secondo turno |   |   | Ultimo turno | Ultimo turno  | Ultimo turno | Ultimo turno | Ultimo turno |  |
|  |                     |                     |                     |             |             |  |  |               |                   |                   |               |               |   |   |              |               |              |              |              |  |
|  | 2                   | Vera Duševina       | Vera Duševina       | 6           | 6           |  |  |               |                   |                   |               |               |   |   |              |               |              |              |              |  |
|  |                     | Lauren Breadmore    | Lauren Breadmore    | 2           | 2           |  |  | 2             | Vera Duševina     | Vera Duševina     | 7             | 6             |   |   |              |               |              |              |              |  |
|  | Ashley Harkleroad   | Ashley Harkleroad   | 6                   | 4           | 6           |  |  |               | Ashley Harkleroad | Ashley Harkleroad | 5             | 0             |   |   |              |               |              |              |              |  |
|  | Kyra Nagy           | Kyra Nagy           | 3                   | 6           | 4           |  |  |               |                   |                   |               |               |   |   | 2            | Vera Duševina | 3            | 6            | 6            |  |
|  | Shenay Perry        | Shenay Perry        | Shenay Perry        | 6           | 6           |  |  |               |                   |                   | Shenay Perry  | 6             | 0 | 0 |              |               |              |              |              |  |
|  | Marie-Ève Pelletier | Marie-Ève Pelletier | Marie-Ève Pelletier | 2           | 3           |  |  |               | Shenay Perry      | Shenay Perry      | 6             | 6             |   |   |              |               |              |              |              |  |
|  | 7                   | Kaia Kanepi         | Kaia Kanepi         | 6           | 6           |  |  | 7             | Kaia Kanepi       | Kaia Kanepi       | 2             | 0             |   |   |              |               |              |              |              |  |
|  |                     | Angela Haynes       | Angela Haynes       | 2           | 4           |  |  |               |                   |                   |               |               |   |   |              |               |              |              |              |  |

### Sezione 3
|  | Primo turno         | Primo turno         | Primo turno         | Primo turno | Primo turno |  |  | Secondo turno       | Secondo turno       | Secondo turno       | Secondo turno | Secondo turno |   |   | Ultimo turno | Ultimo turno        | Ultimo turno        | Ultimo turno | Ultimo turno |  |
|  |                     |                     |                     |             |             |  |  |                     |                     |                     |               |               |   |   |              |                     |                     |              |              |  |
|  |                     | Sun Tiantian        | 2                   | 6           | 6           |  |  |                     |                     |                     |               |               |   |   |              |                     |                     |              |              |  |
|  | 3                   | Akiko Morigami      | 6                   | 1           | 3           |  |  | Sun Tiantian        | Sun Tiantian        | Sun Tiantian        | 2             | 3             |   |   |              |                     |                     |              |              |  |
|  | Nastas'sja Jakimava | Nastas'sja Jakimava | Nastas'sja Jakimava | 6           | 6           |  |  | Nastas'sja Jakimava | Nastas'sja Jakimava | Nastas'sja Jakimava | 6             | 6             |   |   |              |                     |                     |              |              |  |
|  | Sabine Klaschka     | Sabine Klaschka     | Sabine Klaschka     | 4           | 0           |  |  |                     |                     |                     |               |               |   |   |              | Nastas'sja Jakimava | Nastas'sja Jakimava | 3            | 1            |  |
|  | Denisa Chládková    | Denisa Chládková    | Denisa Chládková    | 6           | 7           |  |  |                     |                     | 8                   | Zi Yan        | Zi Yan        | 6 | 6 |              |                     |                     |              |              |  |
|  | Beti Sekulovski     | Beti Sekulovski     | Beti Sekulovski     | 4           | 5           |  |  |                     | Denisa Chládková    | Denisa Chládková    | 4             | 4             |   |   |              |                     |                     |              |              |  |
|  | 8                   | Zi Yan              | Zi Yan              | 6           | 6           |  |  | 8                   | Zi Yan              | Zi Yan              | 6             | 6             |   |   |              |                     |                     |              |              |  |
|  |                     | Eva Birnerová       | Eva Birnerová       | 1           | 1           |  |  |                     |                     |                     |               |               |   |   |              |                     |                     |              |              |  |

### Sezione 4
|  | Primo turno     | Primo turno                | Primo turno                | Primo turno | Primo turno |  |  | Secondo turno | Secondo turno          | Secondo turno          | Secondo turno          | Secondo turno |   |   | Ultimo turno | Ultimo turno | Ultimo turno | Ultimo turno | Ultimo turno |  |
|  |                 |                            |                            |             |             |  |  |               |                        |                        |                        |               |   |   |              |              |              |              |              |  |
|  | 4               | Li Na                      | Li Na                      | 6           | 6           |  |  |               |                        |                        |                        |               |   |   |              |              |              |              |              |  |
|  |                 | Conchita Martínez Granados | Conchita Martínez Granados | 1           | 1           |  |  | 4             | Li Na                  | Li Na                  | 6                      | 6             |   |   |              |              |              |              |              |  |
|  | Meilen Tu       | Meilen Tu                  | 7                          | 4           | 6           |  |  |               | Meilen Tu              | Meilen Tu              | 4                      | 1             |   |   |              |              |              |              |              |  |
|  | Edina Gallovits | Edina Gallovits            | 5                          | 6           | 0           |  |  |               |                        |                        |                        |               |   |   | 4            | Li Na        | 6            | 3            | 6            |  |
|  | Camille Pin     | Camille Pin                | 3                          | 6           | 6           |  |  |               |                        | 9                      | Virginia Ruano Pascual | 3             | 6 | 2 |              |              |              |              |              |  |
|  | Rika Fujiwara   | Rika Fujiwara              | 6                          | 3           | 2           |  |  |               | Camille Pin            | Camille Pin            | 1                      | 5             |   |   |              |              |              |              |              |  |
|  | 9               | Virginia Ruano Pascual     | 65                         | 7           | 6           |  |  | 9             | Virginia Ruano Pascual | Virginia Ruano Pascual | 6                      | 7             |   |   |              |              |              |              |              |  |
|  |                 | Kateryna Bondarenko        | 7                          | 6           | 2           |  |  |               |                        |                        |                        |               |   |   |              |              |              |              |              |  |